# Línea de la Calle Fulton
La línea de la Calle Fulton es una línea subterránea de la división IND del metro de la ciudad de Nueva York, y se extiende desde el túnel de la Calle Cranberry bajo el río Este sobre todo el centro de Brooklyn hacia una terminal en Ozone Park, Queens. La línea Rockaway se desprende de ella, y forma parte del tren del servicio .

## Características generales
Aunque casi toda la línea es de cuatro vías, su único servicio hacia Manhattan es vía el túnel de la Calle Cranberry de dos vías. Los trenes con dirección a Manhattan pasan a las vías expresas en la estación de las calles Hoyt y Schermerhorn.
Bajo la Calle Fulton, la línea es de un solo nivel. La estación de la Avenida Nostrand es la excepción con dos vías expresas en el nivel inferior. Esto es debido porque fue construida cuando la antigua línea elevada (ahora demolida) tenía que ser soportada con postes.
Las estaciones a lo largo de la Avenida Liberty en Queens, desde la Calle 80–Calle Hudson sobre Ozone Park–Lefferts Boulevard, al igual a la actual estructura elevada de tres vías, fueron construidas para la línea de la Calle Fulton BMT en 1915 como parte de la sección de la BMT de los Contratos Dual.
La conexión hacia la BMT fue construida el 26 de abril de 1956, y la IND fue extendida al este desde la Avenida Euclid por medio de un túnel que conecta e intermedia la estación en la Grant Avenue, y el nuevo servicio empezó el 29 de abril de 1956.

## Ruta
La línea entre en Brooklyn vía el túnel de la Calle Cranberry como una línea de dos vías, y viaja al este en la Calle Cranberry, al sur en la calle Jay, operando paralelamente en la línea Culver. Luego se gira y se aleja de la línea Culver en la Calle Schermerhorn hacia la estación de seis vías de las calles Hoyt y Schermerhorn, que es compartida con la línea Brooklyn–Queens Crosstown. Las vías locales de las calles Hoyt y Schermerhorn no son usadas, pero están conectadas con la estación abandonada de la Calle Court. En este punto la línea se convierte en un sistema de cuatro vías hasta la Avenida Euclid.
La línea continua al este bajo la Calle Schermerhorn hacia la intersección de Schermerhorn, 3.ª Avenida y la Avenida Flatbush y después desde ahí la cruza, en la Avenida Lafayette y finalmente en la Calle Fulton.
Después deja la Calle Fulton vía la Calle Truxton, cruzando Broadway, y gira cerca de una esquina en el patio de depósitos de la BMT, y cruza la Avenida Jamaica en la Avenida Granville Payne. La línea gira al este en la Avenida Pitkin a la Avenida Euclid, donde luego cambia de vía en el patio de depósitos de la Avenida Pitkin. Aquí se convierte en una línea de tres vías.
Al pasar la estación de la Grant Avenue, la línea empieza a elevarse, balanceándose al norte hasta que termina en la Avenida Liberty. Justo al pasar la estación de Rockaway Boulevard, la línea Rockaway se desprende con ramales hacia el sur. La línea de la Calle Fulton continua sobre la Avenida Liberty hasta su terminal en Lefferts Boulevard.

## Lista de estaciones
| Leyenda de la estación de servicio                       | Leyenda de la estación de servicio                       |
| -------------------------------------------------------- | -------------------------------------------------------- |
| Hace paradas todo el tiempo                              | Paradas todo el tiempo                                   |
| Hace paradas todo el tiempo                              | Paradas todo el tiempo excepto a altas horas de la noche |
| Hace paradas sólo en la noche                            | Paradas sólo en la noche                                 |
| Hace paradas en horas pico en direcciones congestionadas | Paradas horas pico o vías congestionadas                 |
| Detalles del periodo de tiempo                           |                                                          |

| Acceso para discapacitados | Estación                                                                                | Vías                                                                                    | Servicios                                                                               | Apertura                                                                                | Transferencias y notas                                                                  |
| Conexiones con la línea de la Octava Avenida (A C ) y la línea de la Sexta Avenida (F )                                                     | Conexiones con la línea de la Octava Avenida (A C ) y la línea de la Sexta Avenida (F ) | Conexiones con la línea de la Octava Avenida (A C ) y la línea de la Sexta Avenida (F ) | Conexiones con la línea de la Octava Avenida (A C ) y la línea de la Sexta Avenida (F ) | Conexiones con la línea de la Octava Avenida (A C ) y la línea de la Sexta Avenida (F ) | Conexiones con la línea de la Octava Avenida (A C ) y la línea de la Sexta Avenida (F ) |
| --- | --------------------------------------------------------------------------------------- | --------------------------------------------------------------------------------------- | --------------------------------------------------------------------------------------- | --------------------------------------------------------------------------------------- | --------------------------------------------------------------------------------------- |
| | Calle Jay–Borough Hall                                                                  | ambas                                                                                   | A C F                                                                                   | 1 de febrero de 1933                                                                    |                                                                                         |
| línea Culver se divide (F ) |                                                                                         |                                                                                         |                                                                                         |                                                                                         |                                                                                         |
| | Calle Court                                                                             | local                                                                                   |                                                                                         | 9 de abril de 1936                                                                      | Clausurada en 1946, reabierta en 1976 como el Museo de Tránsito de Nueva York           |
| Las vías locales continúan al este desde la Calle Court; las vías expresas continúan al sur después al este desde la Calle Jay–Borough Hall |                                                                                         |                                                                                         |                                                                                         |                                                                                         |                                                                                         |
| | Calles Hoyt y Schermerhorn                                                              | ambas                                                                                   | A C                                                                                     | 9 de abril de 1936                                                                      | IND Crosstown Line (G )                                                                 |
| | Avenida Lafayette                                                                       | local                                                                                   | A C                                                                                     | 9 de abril de 1936                                                                      |                                                                                         |
| | Avenidas Clinton y Washington                                                           | local                                                                                   | A C                                                                                     | 9 de abril de 1936                                                                      |                                                                                         |
| Acceso para discapacitados | Avenida Franklin                                                                        | local                                                                                   | A C                                                                                     | 9 de abril de 1936                                                                      | Transbordo de la Avenida Franklin (S )                                                  |
| | Avenida Nostrand                                                                        | ambas                                                                                   | A C                                                                                     | 9 de abril de 1936                                                                      |                                                                                         |
| | Avenidas Kingston y Throop                                                              | local                                                                                   | A C                                                                                     | 9 de abril de 1936                                                                      |                                                                                         |
| | Avenida Utica                                                                           | ambas                                                                                   | A C                                                                                     | 9 de abril de 1936                                                                      |                                                                                         |
| | Avenida Ralph                                                                           | local                                                                                   | A C                                                                                     | 9 de abril de 1936                                                                      |                                                                                         |
| | Avenida Rockaway                                                                        | local                                                                                   | A C                                                                                     | 9 de abril de 1936                                                                      |                                                                                         |
| | Broadway Junction                                                                       | ambas                                                                                   | A C                                                                                     | 30 de diciembre de 1946                                                                 | línea Canarsie (L ) línea Jamaica (J Z )                                                |
| | Avenida Liberty                                                                         | local                                                                                   | A C                                                                                     | 28 de noviembre de 1948                                                                 |                                                                                         |
| | Avenida Van Siclen                                                                      | local                                                                                   | A C                                                                                     | 28 de noviembre de 1948                                                                 |                                                                                         |
| | Avenida Shepherd                                                                        | local                                                                                   | A C                                                                                     | 28 de noviembre de 1948                                                                 |                                                                                         |
| Acceso para discapacitados | Avenida Euclid                                                                          | ambas                                                                                   | A C                                                                                     | 28 de noviembre de 1948                                                                 |                                                                                         |
| | Grant Avenue                                                                            | ambas                                                                                   | A                                                                                       | 29 de abril de 1936                                                                     |                                                                                         |
| | Calle 80                                                                                | local                                                                                   | A                                                                                       | 25 de septiembre de 1915                                                                |                                                                                         |
| | Calle 88                                                                                | local                                                                                   | A                                                                                       | 25 de septiembre de 1915                                                                |                                                                                         |
| | Rockaway Boulevard                                                                      | local                                                                                   | A                                                                                       | 25 de septiembre de 1915                                                                |                                                                                         |
| línea Rockaway se divide(A ) |                                                                                         |                                                                                         |                                                                                         |                                                                                         |                                                                                         |
| | Calle 104                                                                               | local                                                                                   | A                                                                                       | 25 de septiembre de 1915                                                                |                                                                                         |
| | Calle 111                                                                               | local                                                                                   | A                                                                                       | 25 de septiembre de 1915                                                                |                                                                                         |
| | Ozone Park–Lefferts Boulevard                                                           | all                                                                                     | A                                                                                       | 25 de septiembre de 1915                                                                |                                                                                         |